# ساعد عمر غازي
ساعد عمر غازي (30 ديسمبر 1951 – 24 يوليو 2020) كاتب، ومؤلف، وعالم دين، ومحدث، مصري. ولد بمدينة المنصورة في محافظة الدقهلية، وتُوفي فيها.

## أعماله

### من مؤلفاته
- حكم التداوي بالمحرمات
- الغصن الداني على مصنفات الإمام محمد ناصر الدين الألباني
- كيف تنجو من عذاب القبر وعذاب جهنم

### كتب
- الغصن الداني[3]
- التذييل المرغوب[4]
- الإنصاف[5]
- مجلس من أمالي الحافظ أبي نعيم (تحقيق)
- مناقب الإمام الشافعي (تحقيق)
- القول الأحمد[6]
- حكم التداوي بالمحرمات
- محاسن الإسلام والرد على أباطيل خصومه للعلامة الشنقيطي (تحقيق)

مقالاته
- صفحة الشيخ ساعد عمر غازي على شبكة الألوكة، وتضم أكثر من 50 مقالا علميا ودراسة

## كتب عنه
- أقوال العلماء في الشيخين محمد عمرو عبد اللطيف وساعد عمر غازي، جمع وإعداد: عمرو عبد العظيم الحويني، دار اللؤلؤة للنشر والتوزيع، مصر[7]